# 弗里德姆 (密蘇里州)
弗里德姆（英語：Freedom）是位於美國密蘇里州歐塞奇縣的非建制地區。

## 歷史
弗里德姆的郵局於1889年設立，其後於1957年停運。

## 地理
弗里德姆所處的海拔為高於海平面215米（即705英呎），而該地所採用的時區為UTC-6，即北美中部時區（CST）。同時該地設有夏令時間，為UTC-6調快一小時，即UTC-5（CDT）。